# St. Remigius (Augsburg-Bergheim)

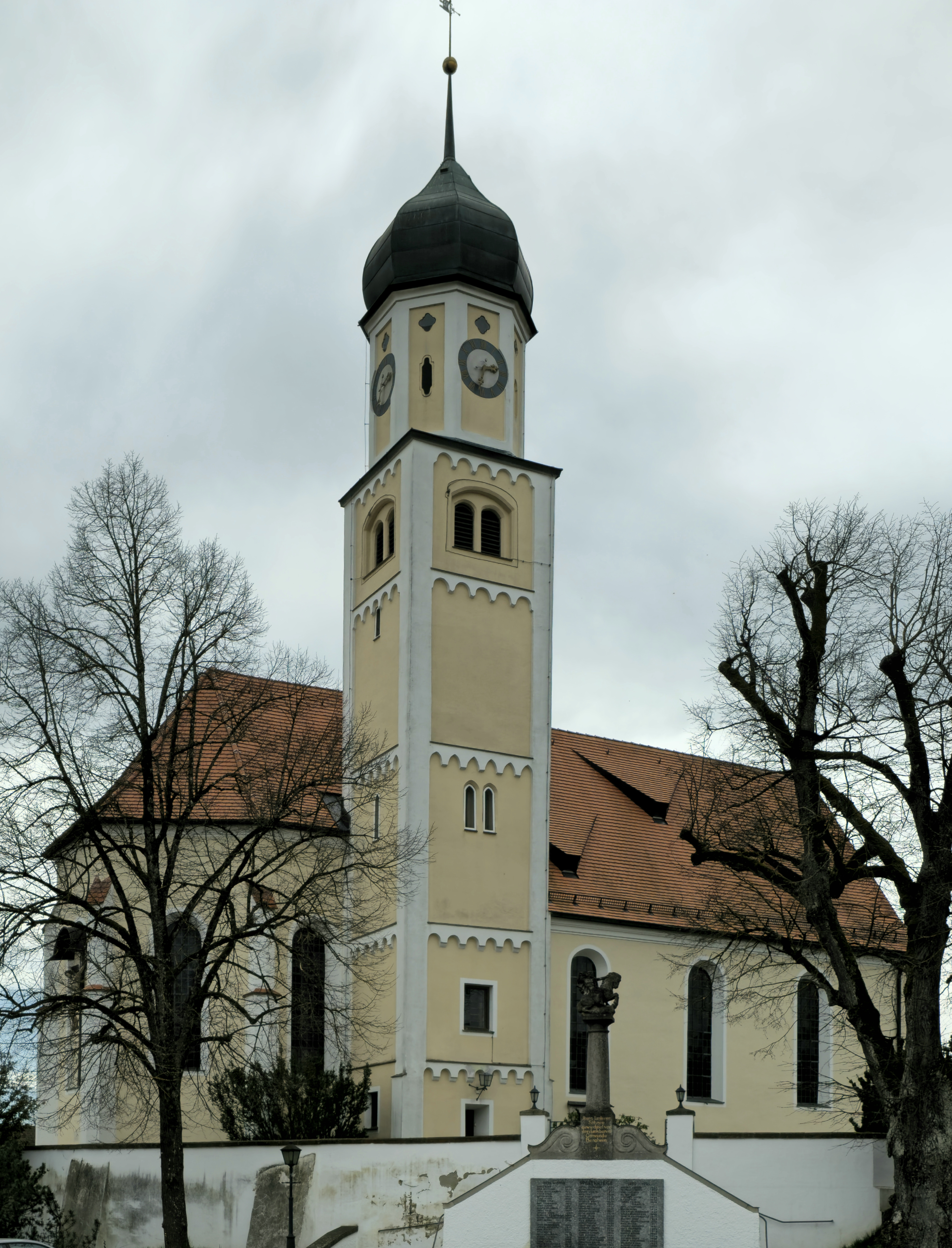
Pfarrkirche St. Remigius in Bergheim

Innenansicht von St. Remigius

Die römisch-katholische Pfarrkirche St. Remigius in Augsburg-Bergheim ist ein Saalbau mit einem eingezogenen Chor und einem nördlich angeordneten Turm mit Zwiebelhaube. Während die drei unteren Turmgeschosse vermutlich aus dem 13. oder 14. Jahrhundert stammen, werden die Obergeschosse und der Chor der ersten Hälfte des 16. Jahrhunderts zugeordnet. Mit ihrer barocken Architektur und wertvollen Kunstwerken prägt sie das Ortsbild und ist ein Zeugnis der kulturellen und religiösen Entwicklung von Bergheim. Sie ist als Baudenkmal in die Bayerische Denkmalliste eingetragen.

## Vorgängerbau
Es wird angenommen, dass bereits im Jahr 1069 unter Bischof Embriko eine erste Kirche in Bergheim errichtet wurde, die dem heiligen Remigius geweiht war. Sie wurde 1172 zusammen mit dem Wittum und weiteren Zugehörigkeiten an das adlige Damenstift St. Stephan in Augsburg geschenkt. Während des Dreißigjährigen Krieges zerstörten schwedische Truppen die Kirche.

## Heutige Kirche
Zwischen 1690 und 1693 ließen die Äbtissin Margarethe Theresia von Bodman und Graf Anton Josef Fugger die Kirche wiederaufbauen, indem sie jeweils 1000 Gulden stifteten. Im Zuge des Wiederaufbaus wurden das Kirchenschiff durch den Baumeister Valerian Brenner verlängert, der Chor umgestaltet und der Turm erhöht. Steintafeln an den Altären erinnern bis heute an die beiden Stifter. 1695 wurde die Kirche von Bischof Alexander Sigismund geweiht.
Eine umfassende Renovierung Neugestaltung des Langhauses fand von 1789 bis 1791 statt. Dabei wurde auch der Haupteingang nach Westen verlegt, und im Inneren schuf Johann Josef Anton Huber klassizistische Fresken an Decken und Wänden.
Mit der Säkularisation im Jahr 1803 endete die Patronatsherrschaft des Stiftes St. Stephan. Bei der Neugestaltung des Kirchhofs im Jahr 1818 wurden Reste eines römischen Grabmals von Marcus Buccinius Tacitus gefunden. 1828 übernahm die Kirche einen Altar aus der Johann-Nepomuk-Kapelle im Augsburger Dom. Das Antependium von Johann Georg Bergmüller zeigt Darstellungen des heiligen Johannes von Nepomuk.
1865 erhielt der Altar ein neues Altarblatt mit Darstellungen der Muttergottes sowie der Heiligen Remigius und Radegundis, geschaffen von Liberat Hundertpfund. 1874 wurde eine Steinmeyer-Orgel eingebaut.
1933 wurden bei einer Innenrenovierung unter Pfarrer Joseph Neumeier die alten Fresken freigelegt. Weitere Renovierungen der Kirche und Fassade folgten 1979. 1990 wurde der Volksaltar von Bischof Josef Stimpfle geweiht.

## Kirchenglocken
Erstmals dokumentiert ist eine Glockenbeschaffung aus dem Jahr 1830, die durch Spenden des damaligen Pfarrers Joseph Xaver Schreyegg ermöglicht wurde. 1917 mussten alle drei Glocken während des Ersten Weltkriegs zu Kriegszwecken abgeliefert werden. Nach dem Krieg kehrten zwei Glocken zurück, die jedoch nicht mehr harmonierten. Noch im gleichen Jahr wurden vier neue Glocken angeschafft.
Auch im Zweiten Weltkrieg, im Jahr 1942, wurden die Glocken erneut eingezogen. Erst 1951 konnten zwei neue Glocken gefertigt und geweiht werden, die seitdem das Geläut der Kirche bilden.